# Excursiones daguerrianas
Las Excursiones daguerrianas (Excursions Daguerriennes, représentant les vues et les monuments les plus remarquables du globe, en francés) es el título de un álbum de litografías constituido por 114 láminas en dos volúmenes que fue publicado en París por el óptico francés Nöel Lerebours. Los daguerrotipos originales empezaron a reunirse a partir de noviembre de 1839 por H. Vernet y Frédéric Goupil Fesquet, completándose entre los años 1840 y 1844.
Los volúmenes fueron vendidos por suscripción y en diversas entregas sucesivas, alcanzando un gran éxito comercial. Si bien la idea original suponía la contratación de diversos fotógrafos para ser enviados por los cuatro continentes a fin de captar las vistas y monumentos más significativos del mundo, la publicación definitiva, más modesta, se encontraba compuesta de ciento catorce vistas captadas en Europa, norte de África y el Medio Este de Norteamérica por el equipo de fotógrafos enviados al efecto. Los temas recogidos eran completados por el grabador con nubes, personajes, barcos, carruajes y animales. Entre ellas hay dos vistas de la Alhambra y una de Sevilla.
En la toma de las imágenes participaron los fotógrafos Frédéric Goupil Fesquet, Pierre Gustave Joly de Lotbiniére, Hugh Lee Pattinson, entre otros. Como ilustrador de las láminas destaca la figura de Charles François Daubigny.
Dada cuenta de las limitaciones técnicas del momento que impedían sacar copias de las fotos, el grabador copiaba la fotografía de forma muy detallada y del grabado al aguatinta obtenido se hacían las copias. No obstante lo anterior, hay tres imágenes que sí fueron reproducidas de forma fotomecánica, empleando un procedimiento muy rudimentario ideado por Hippolyte Fizeau que no llegó a imponerse por sus dificultades y limitaciones.
La idea que subyace en las Excursiones daguerrianas se encuentra asimismo en la pintura romántica de la época que venía recurriendo a la representación de estos paisajes en parecidos términos estéticos.